# Морское расследование
«Морское расследование» (англ. Problem at Sea) — детективный рассказ английской писательницы Агаты Кристи из серии произведений об Эркюле Пуаро, созданный в 1935 году. Впервые опубликован в январе 1936 года в американском журнале «This Week». В следующем месяце его несколько расширенная версия под названием «Пуаро и преступление в каюте № 66» появилась в английском ежемесячнике «The Strand». В 1939 году «Морское расследование» вышло в США в составе сборника «Тайна регаты и другие рассказы». В 1974 году было опубликовано в Великобритании в сборнике «Ранние дела Пуаро».
Криминальная загадка рассказа основывается на классической детективной сюжетной схеме — убийстве в закрытой комнате. «Морское расследование» является одним из ряда произведений «королевы детектива», основанных на впечатлениях от её многочисленных путешествий, в частности, по странам Востока. Исследователи как положительный момент восприняли создание преступником себе алиби при помощи чревовещания. Некоторые критики отрицательно отзывались о театрализованном финале, устроенном Пуаро для изобличения преступника. В 1989 года на основе рассказа был снят эпизод «Происшествие в море», вошедший в первый сезон британского телесериала «Пуаро Агаты Кристи».

## Сюжет
Эркюль Пуаро отправляется в морской круиз в Египет, во время которого страдает от морской болезни и в связи с этим не может насладиться путешествием. На борту корабля он знакомится с несколькими пассажирами. Среди них генерал Форбс и полковник Джон Клэппертон. В разговоре с Элли Хендерсен генерал неприязненно отзывается о Клэппертоне, как о служившем в тылу, а до мобилизации так вообще выступавшего в мюзик-холле. Он утверждает, что тот после того, как был ранен на фронте, поступил на содержание к богатой даме — леди Эделин Каррингтон, которая устроила его на службу в Министерство обороны. Другие пассажиры относятся к Клэппертону с бо́льшим сочувствием, особенно учитывая, какое терпение тот проявляет к своей требовательной и вздорной жене, постоянно жалующейся на слабое сердце.
Когда корабль достигает Александрии пассажиры решают сойти на берег и посмотреть город. Джон с двумя девушками идут пригласить присоединиться к ним Эделин. Дверь её каюты была заперта изнутри и на приглашение мужа она несколько раз из-за двери резко ответила, что не желает никуда идти. Свидетелем этой сцены стал и Пуаро. Когда через четыре часа полковник с девушками вернулись, в каюте было обнаружено тело его жены убитой кривым туземным кинжалом. В связи с таким орудием преступления начинают подозревать местных торговцев, поднимавшихся тогда на корабль.
Пуаро подозревает в убийстве Эделин её мужа, но у него алиби, так как когда он уходил в город свидетели слышали её голос, а после этого полковник был в компании девушек. На следующий вечер Пуаро собирает причастных к убийству в салоне корабля и устраивает представление с разрешения капитана корабля. Он достаёт деревянную куклу и изменившимся голосом спрашивает у неё, что она знает про убийство. Неожиданно кукла отвечает высоким женским голосом: «— В чём дело, Джон? Дверь заперта. Я не хочу, чтобы стюарды меня беспокоили…». Потрясённый услышанным Клэппертон схватился за сердце и умер от шока. Зная про проблемы со здоровьем убийцы, именно этого добивался Пуаро, решившего, что такой исход является наилучшим для всех. Он уговорил стюардессу озвучить куклу, спрятавшись за перегородкой, и произнести слова, которые свидетели якобы слышали из-за двери в день убийства. Детектив объяснил, что полковник решил избавиться от опостылевшей жены и найти себе лучшую партию. Для этого он решил использовать свои навыки чревовещания, которыми зарабатывал на жизнь, когда выступал на эстраде. После убийства он при очевидцах подошёл к двери, где представил всё таким образом словно его жена была жива, отвечая на свои реплики её голосом. Элли Хендерсен, которая симпатизировала полковнику, сказала Пуаро, что его методы очень жестоки, на что он возразил: «Я не одобряю убийства…»

## История создания и публикации

Первая публикация рассказа «Морское расследование», журнал «This Week», 12 января 1936

Исследователь записных книжек «королевы детектива» Джон Карран установил, что первые наброски сюжета рассказа относятся к январю 1935 года и содержатся в тетради № 66. Он привёл записи Кристи, в которых представлены некоторые детали задуманной истории:
Чревовещатель — на корабле… Полк. К. хорошо орудует картами — говорит, что выступал в мюзик-холле и т. д. Жена умирает в каюте, но её голос слышится оттуда после того, как она была убита

Человек велит стюарду запереть каюту — тело уже внутри — позже возвращается и каюта заперта. Зовёт жену — она якобы отвечает  (чревовещатель). Рядом с ней шприц и следы уколов на обнажённой руке.
Этот замысел отличается от окончательной версии орудием убийства — в рассказе вместо шприца используется нож. По оценке Каррана, несмотря на то, что задумка с чревовещателем «умна», она плохо бы смотрелась в романе и «Кристи была права, использовав её только в рассказе». Однако существует и противоположная точка зрения о возможности приспособить сюжет к роману.
12 января 1936 года в американском журнале «This Week» (приложение к «Sunday Star») появился рассказ «Морское расследование». В следующем месяце его более расширенная версия вышла в № 542 британского ежемесячника «The Strand» под названием «Пуаро и преступление в каюте № 66» (Poirot and the Crime in Cabin 66). В 1939 году американское издательство «Dodd, Mead and Company» в сборнике «Тайна регаты и другие рассказы» опубликовало рассказ «Морское расследование». В 1974 году он вышел в Великобритании в составе сборника «Ранние дела Пуаро». После этого детектив выходил в составе указанных сборников, публиковался в различных антологиях, был переведён на десятки языков.

## Художественные особенности
«Морское расследование» относится к распространённой в эпоху классического детектива сюжетной схеме на тему убийство в закрытой комнате. Предполагается, что в рассказе, как и в ряде других произведениях, отразились личные впечатления Кристи от путешествий и пребывания в археологических экспедициях на Ближнем и Среднем Востоке. Мэтью Бенсон сравнивал поведение героя рассказа «Смерть на Ниле» Паркера Пайна с действиями Пуаро в «Морском расследовании»: оба они демонстрируют внимание к деталям и «способность обманом заставить преступника признаться». Кроме корабельной обстановки оба этих произведения сближает и жертва — женщина с неприятным характером, запомнившаяся автору в египетском путешествии 1933 года (см. «Убийство на Ниле»).
Российский переводчик и литературовед А. Титов отмечал малореалистичный сюжет детективной истории, так как в нём содержится крайне «неприличная» развязка, где Пуаро играет «явно не свойственную для себя роль». Историк и литературовед Арсений Богатырёв отметил оригинальное алиби убийцы, «оживившего» жертву при помощи чревовещания. Создание алиби с помощью «воскрешения» убитого Кристи ранее использовала в одном из самых известных своих романов с Пуаро — «Убийстве Роджера Экройда» (1926), где для этого цели применялся диктофон с записью голоса. Позже писательница использовала подобный приём в романе «С помощью зеркал» (1952), где один из сообщников имитировал голос другого за закрытыми дверями, пока второй совершал убийство. В финале книги мисс Марпл объяснила такое «безупречное» алиби следующим образом: «— Был проделан фокус. Он состоял в том, что вместо кажущихся двух человек был один». В истории преступлений был реальный случай обвинения чревовещателя в убийстве. Кроме того, изобличение преступника при помощи чревовещания имело место в рассказе Эдгара По «Ты еси муж, сотворивый сие» (1844), примыкающего к детективным рассказам американского писателя.
В финале Пуаро, после того как Элли Хендерсен сказала, что не согласна с его жестокими методами наказания преступника, произносит: «Я не одобряю убийства…» («I do not approve of murder»). По мнению исследователей, эта фраза является одной из самых запоминающихся у великого детектива. Её расширенный вариант содержится в романе «Карты на столе» (1936), где Пуаро обращаясь к суперинтенданту Баттлу выразил своё кредо следующим образом: «— Я с вами согласен, Баттл, я ни в коем случае не одобряю убийств» («I agree with you, Battle. I have always disapproved of murder»). В диалоге с Элли Хендерсен Пуаро цитирует известные слова Шерлока Холмса, которые несколько раз встречаются на страницах шерлокианы Артура Конан Дойля: «— Я отвечу словами вашего любимого писателя: „У меня свои методы, Ватсон“».

## Адаптации
12 февраля 1989 года состоялась премьера эпизода «Происшествие в море» (The Problem At Sea) первого сезона (седьмая серия), британского телесериала «Пуаро Агаты Кристи», снятая телекомпанией ITV по мотивам рассказа. Капитан Гастингс появляется в этой адаптации, хотя в рассказе он отсутствует. В целом эпизод соответствует сюжету Кристи, за исключением смерти убийцы, отсутствующей в экранизации. Богатырёв отмечая, что сюжету придан романтический характер, писал: «Ярко освещённый огнями, покачивающийся на волнах корабль среди ночной тьмы становится подмостками для очередной трагедии. Всё это разбавляется юмористической струёй, которую вносят две румяные девушки-хохотуньи, чьи яркие образы заставили несколько расширить расск. [рассказ], добавить ряд героев и отсутствующих в нём сцен». На основе детектива было создано две радиопостановки: американская (CBS, 1946—1947) и немецкая (SWR, 12.07.2006).

### Комментарии
1. ↑  В русскоязычных переводах имеется ещё несколько вариантов названия рассказа: «Случай у пирса», «Загадка моря», «Случай в море», «Загадка на море»[1].
2. ↑  Нумерация тетрадей произвольна: её установила единственная дочь писательницы Розалинда Хикс после смерти матери. В ней нет ни хронологического, ни тематического принципа организации[5].